# Decapitación de san Baudilio
La Decapitación de san Baudilio es una pintura gótica de Lluís Dalmau de mediados del siglo XV que se hizo para formar parte del antiguo retablo mayor gótico de la iglesia de San Baudilio de Llobregat y se conserva en el MNAC desde 2017.

## Autor
Hasta finales del siglo XX la única obra atribuida al pintor Lluís Dalmau era el retablo de la Virgen dels Consellers, donde se aprecia la influencia de los modelos de Jan van Eyck. Y es que Alfonso el Magnánimo en 1431 hizo viajar a Dalmau a Flandes, donde estuvo varios años y pudo conocer el arte de los primitivos flamencos. Entre el siglo XX y el siglo XXI se le ha atribuido la autoría de un compartimento del Retablo de san Baudilio de San Baudilio de Llobregat. Es una de las pocas obras que se conservan del pintor. La Decapitación de san Baudilio es posterior que la Virgen dels Consellers y permite estudiar la evolución del pintor.

## Descripción
Es una obra de clara influencia flamenca, muestra el momento en que el diácono Baudilio es decapitado frente del emperador Juliano el Apóstata, después de sufrir tortura por rechazar hacer sacrificios a los dioses romanos. La leyenda indica que su cabeza cayó, rebotó tres veces en el suelo, y de cada uno de los tres lugares que recibieron el impacto surgió una fuente, tal como muestra la tabla. Las tres personas que aparecen son peregrinos curados por el agua de las fuentes, en concreto un ciego que ve, un lacerado que se cura y un cojo que puede caminar. Junto a la lanza hay unas formas que podrían representar el fruto del laurel, muy vinculado con san Baudilio.

## Historia
El retablo procede del antiguo retablo mayor gótico de la iglesia parroquial de Sant Baudilio de Llobregat. La obra se encontraba en una colección privada hasta que el MNAC la adquirió en 2017 con la ayuda de 125.000 euros por parte de la Fundación Palarq.